# Aime
Aime è un comune francese soppresso e frazione del dipartimento della Savoia della regione dell'Alvernia-Rodano-Alpi. Dal 1º gennaio 2016 si è fuso con i comuni di Granier e Montgirod per formare il nuovo comune di Aime-la-Plagne.
Si trova lungo il corso del fiume Isère, nella valle della Tarantasia.

## Storia
Da Aime, epoca romana, passava la via delle Gallie, strada romana consolare fatta costruire da Augusto per collegare la pianura Padana con la Gallia.

## Società

### Evoluzione demografica
Abitanti censiti